# Wierzchowice (Milicz)
Pour les articles homonymes, voir Wierzchowice.
Wierzchowice est une localité polonaise de la gmina de Krośnice, située dans le powiat de Milicz en voïvodie de Basse-Silésie.